# Ivan Ľupták (politik)
Ivan Ľupták (* 4. únor 1943, Detva) je slovenský politik, bývalý poslanec SNR a NR SR za VPN a později za HZDS.

## Vzdělání a profesionální kariéra
Studoval na Středním odborném učilišti chemickém. V letech 1962 až 1963 pracoval v závodě Bučina Zvolen. Následně až do roku 1990 pracoval ve Východoslovenských železárnách Košice.

## Poslanec
V prvních svobodných volbách v roce 1990 byl zvolen poslancem SNR za VPN ve východoslovenském volebním obvodu. Na ustavující schůzi ho poslanci zvolili předsedou národohospodářského a rozpočtového výboru a členem předsednictva SNR. Po rozkolu ve VPN, kdy se zformovala platforma Za demokratické Slovensko (později HZDS), vytvořil spolu s několika poslanci SNR a FS za VPN třetí platformu, Iniciatívu stredu. Jako člen předsednictva SNR hlasoval 23. dubna 1991 proti odvolání Vladimíra Mečiara z postu předsedy vlády. Později se připojil k nově vzniklému HZDS a v červenci 1991 byl zvolen členem Politického grémia HZDS.
V parlamentních volbách v roce 1992 byl zvolen podruhé poslancem Slovenské národní rady, tentokrát již za HZDS (byl „dvojkou“ na kandidátní listině ve východoslovenském volebním obvodu). V parlamentu působil v zahraničním výboru. Dne 17. července 1992 hlasoval pro schválení Deklarace SNR o svrchovanosti SR a 1. září 1992 svým hlasem podpořil i Ústavu SR.
V parlamentu setrval až do předčasných parlamentních voleb na podzim 1994. V nich opět kandidoval za HZDS, které šlo do voleb v koalici s RSS. Do třetice kandidoval ve východoslovenském volebním obvodu, ale zde koalice HZDS – RSS získala 14 mandátů a Ľupták se z 26. místa na kandidátce už poslancem nestal. Nicméně po jmenování nové vlády 13. prosince 1994, vzhledem i ke značnému počtu preferenčních hlasů, se měl stát poslancem namísto Jozefa Zlochy, který se stal ministrem životního prostředí. Kvůli sporům s předsedou ZRS Jánem Ľuptákem, lídrem koaličního partnera HZDS, do NR SR nenastoupil.
Dne 21. prosince 1994 ho NR SR zvolila za člena prezidia FNM. Opět působil ve VSŽ a v roce 1995 se stal ředitelem tamního odboru pro styk s veřejnou správou. Z pozice ve FNM byl po parlamentních volbách v roce 1998 odvolán. V roce 1998 mu byl udělen Řád Andreje Hlinky II. třídy za mimořádné zásluhy o vznik samostatné Slovenské republiky.